# 大金直樹
大金 直樹（おおがね なおき、1966年12月13日 - ）は、日本の実業家、元サッカー選手。

## 来歴

### 現役時代
茨城県日立市出身。1982年に茨城県立日立第一高等学校へ進学し、2年生、3年生時には茨城県選抜として国体出場。2期下に東海林毅。1985年に筑波大学へ進学し、4年生時の1988年には関東大学リーグ及び総理大臣杯で優勝。
1989年に大学を卒業し、東京ガスへ入社。社員選手として同社サッカー部（現FC東京）に入部した。ポジションは主にボランチ。1990年に大熊清、川勝良一、小林伸樹らと関東リーグ及び全国地域リーグ決勝大会で優勝を果たし、翌年からは日本リーグ及びジャパンフットボールリーグでプレーを続けた。主将を任されていたが1994年のリーグ第6節東芝戦で前十字靭帯を断裂。リハビリ後も完調には至らず、1995年限りで現役を引退した。
1999年にFC東京が発足し、東京ガスサッカー部が再組織化されてからは東京都リーグで再組織された同部に籍を置いた。

### 引退後
サッカーから離れ社員として営業に専心していたが、2002年に鈴木徳彦によってスタッフとしてのクラブ復帰を促され、東京ガスからFC東京を運営する東京フットボールクラブ株式会社へ異動。法人営業部や事業部に就き、新規スポンサー獲得に成功。
2011年2月、常務取締役に就任し サッカー経験の無い阿久根謙司代表取締役社長を補佐した。また、FC東京バレーボールチームの部長を兼務。
2015年2月より第5代代表取締役社長に昇進。東京ガスサッカー部OBの社長就任は同社初となる。また、東京都サッカー協会評議員を兼務。2016年1月に「2020VISION」を打ち出し、その実現に取り組んだ。
2020年3月12日、Jリーグ理事（非常勤）に選任されたことが発表された。
2022年2月1日、取締役会長に就任した。

## 所属クラブ
- 1982年 - 1984年 茨城県立日立第一高等学校
- 1985年 - 1988年 筑波大学蹴球部 (体育専門学群[4])
- 1989年 - 1995年  東京ガスサッカー部

## 個人成績
| 国内大会個人成績 | 国内大会個人成績 | 国内大会個人成績 | 国内大会個人成績 | 国内大会個人成績                       | 国内大会個人成績 | 国内大会個人成績 | 国内大会個人成績 | 国内大会個人成績 | 国内大会個人成績 | 国内大会個人成績 | 国内大会個人成績 |
| 年度             | クラブ           | 背番号           | リーグ           | リーグ戦                               | リーグ戦         | リーグ杯         | リーグ杯         | オープン杯       | オープン杯       | 期間通算         | 期間通算         |
| 年度             | クラブ           | 背番号           | リーグ           | 出場                                   | 得点             | 出場             | 得点             | 出場             | 得点             | 出場             | 得点             |
| 日本             | 日本             | 日本             | 日本             | リーグ戦                               | リーグ戦         | JSL杯            | JSL杯            | 天皇杯           | 天皇杯           | 期間通算         | 期間通算         |
| ---------------- | ---------------- | ---------------- | ---------------- | -------------------------------------- | ---------------- | ---------------- | ---------------- | ---------------- | ---------------- | ---------------- | ---------------- |
| 1989             | 東京ガス         |                  | 関東             |                                        |                  | -                | -                | -                | -                |                  |                  |
| 1990             | 東京ガス         |                  | 関東             |                                        |                  | -                | -                | -                | -                |                  |                  |
| 1991-92          | 東京ガス         |                  | JSL2部           |                                        |                  |                  |                  | -                | -                |                  |                  |
| 1992             | 東京ガス         | 6                | 旧JFL1部         |                                        |                  | -                | -                | -                | -                |                  |                  |
| 1993             | 東京ガス         | 7                | 旧JFL1部         |                                        |                  | -                | -                | -                | -                |                  |                  |
| 1994             | 東京ガス         | 7                | 旧JFL            |                                        |                  | -                | -                |                  |                  |                  |                  |
| 1995             | 東京ガス         | 7                | 旧JFL            |                                        |                  | -                | -                |                  |                  |                  |                  |
| 通算             | 日本             | 日本             | JSL2部           | \|\|\|\|\|\|\|\|0\|\|0\|\|\|\|         |                  |                  |                  |                  |                  |                  |                  |
| 通算             | 日本             | 日本             | 旧JFL            | \|\|\|\|colspan=2\|-\|\|\|\|\|\|\|\|   |                  |                  |                  |                  |                  |                  |                  |
| 通算             | 日本             | 日本             | 関東             | \|\|\|\|colspan=2\|-\|\|0\|\|0\|\|\|\| |                  |                  |                  |                  |                  |                  |                  |
| 総通算           | 総通算           | 総通算           | 総通算           | \|\|\|\|\|\|\|\|\|\|\|\|\|\|           |                  |                  |                  |                  |                  |                  |                  |